# Athos Damasceno
Athos Damasceno Ferreira (Porto Alegre, 3 de septiembre de 1902 - Porto Alegre, 14 de abril de 1975) fue un poeta, novelista, cronista, traductor, periodista, crítico literario e historiador brasileño. 
Es considerado el historiador más importante de la ciudad de Porto Alegre y fue el fundador de la historiografía del arte en el estado de Río Grande del Sur. Dejó una destacada contribución para la historiografía estadual en los campos de cultura y sociedad, siendo un pionero en el estudio de varios temas. Fue un defensor de la reevaluación de los regionalismos y un refinado poeta y novelista aunque, en este campo, sea poco recordado.